# 周慰堂
周慰堂，艺名金琴仙，中国早期京剧演员，善演京剧青衣。是京剧表演艺术大师周信芳的父亲。妻许桂仙也是京剧演员。

## 简介
周家世居宁波慈城（慈溪），是当地的名门望族。周慰堂年少的时候就迷上了京剧，想向这方面发展。当时社会认为做戏子唱戏是“贱业”，家里人都不支持周。后来周被族人看作是族里的“堕民”，还被驱逐出了宗祠。
周早年在布店作学徒，22岁时加入了春仙班，漂泊流浪，一边学戏演戏，靠演戏艰难维生。周并与同班的青衣演员许桂仙结婚。1895年，周慰堂夫妻跟随戏班子在江苏的清江浦演出，此间诞下子周信芳。虽然被驱逐出宗祠，但周慰堂仍不忘家乡，他按照家族辈分排行，给子取名信芳。
1917年，携子周信芳回慈溪，仍不得族里认同，被告知要捐巨款修祠方可入宗祠。1925年，子周信芳已是一代名伶，周氏父子携五千大洋巨款回乡募捐，并同台演出，为一时盛事。

## 遗迹
- 今浙江宁波周氏全恩堂